# Großräschen Ost

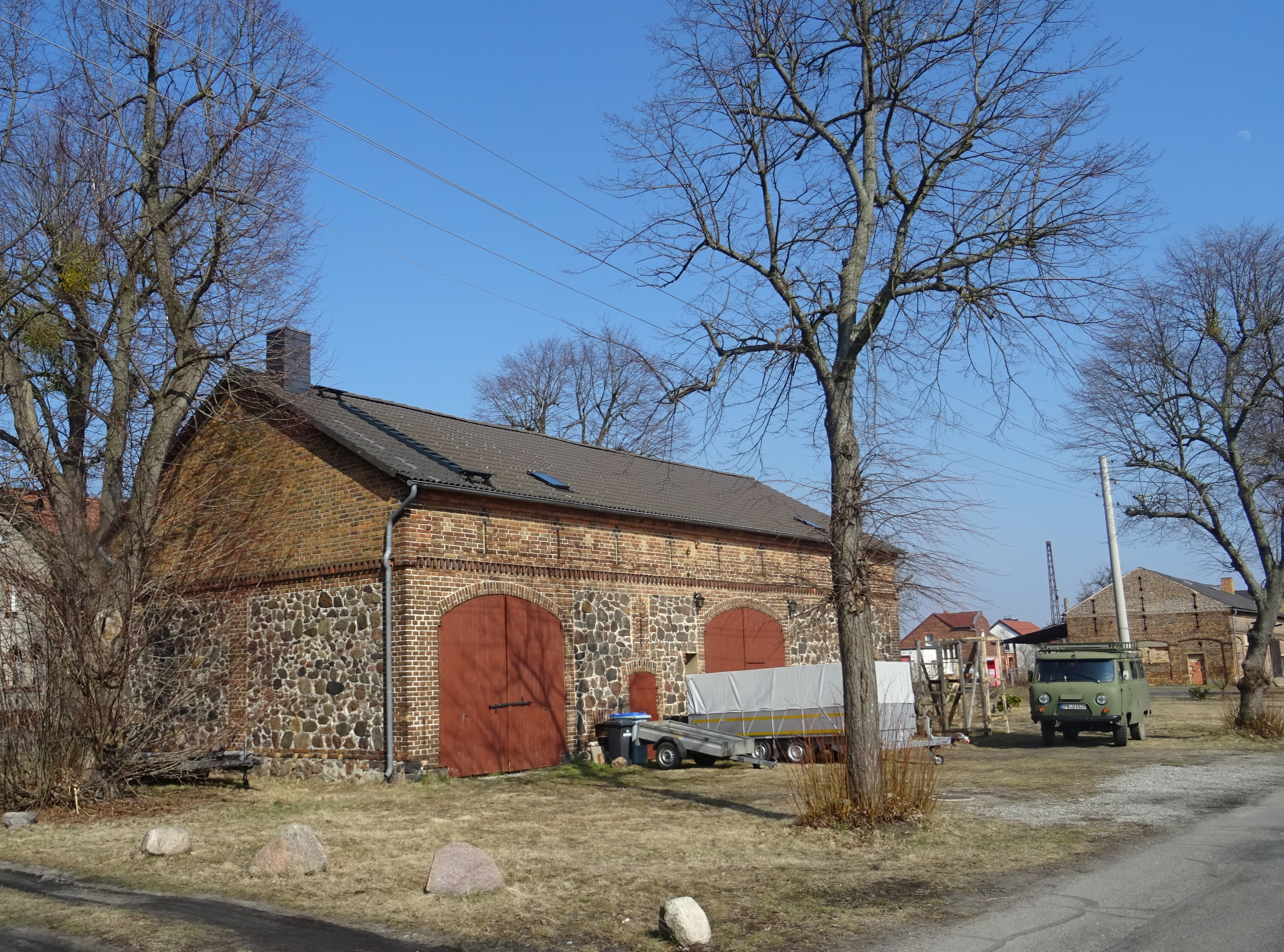
Scheune auf der Dorfaue in Großräschen Ost

Großräschen Ost (bis 1946 Schmogro, niedersorbisch Smogorjow) ist ein Stadtteil der Stadt Großräschen im Landkreis Oberspreewald-Lausitz in Brandenburg.

## Lage
Großräschen Ost liegt in der Niederlausitz im Lausitzer Seenland, etwa zwölf Kilometer nördlich der Kreisstadt Senftenberg. Umliegende Ortschaften sind Woschkow im Norden, Dörrwalde im Osten, der Senftenberger Ortsteil Sedlitz im Südosten sowie Großräschen im Westen. Die Bundesstraße 96 verläuft etwa einen Kilometer südlich des Dorfes.

## Geschichte
Das Dorf Schmogro wurde erstmals im Jahr 1371 urkundlich erwähnt. 1474 lautete der Ortsname Smogorow. Dieser Name stammt aus dem Sorbischen und beschreibt eine auf einem Torfboden angelegte Siedlung. 1844 gab es in Schmogro 20 Gebäude, in denen 140 Menschen lebten. Das Dorf war dem Rentamt Senftenberg angehörig und gehörte kirchlich nach Großräschen.
Schmogro war lange Zeit ein sorbischsprachiges Dorf; im 19. Jahrhundert ging der Anteil sorbischsprachiger Einwohner infolge der Industrialisierung allerdings stark zurück. Arnošt Muka ermittelte für seine Statistik über die sorbische Bevölkerung in den Gemeinden der Niederlausitz in Schmogro insgesamt 221 Einwohner, davon waren 150 Sorben und 71 Deutsche, was einem sorbischsprachigen Bevölkerungsanteil von 68 % entsprach.
Nach dem Wiener Kongress kam die zuvor sächsische Niederlausitz an das Königreich Preußen. Ab der Kreisneubildung 1816 gehörte Schmogro dort zum Landkreis Calau im Regierungsbezirk Frankfurt der Provinz Brandenburg. Am 1. März 1946 wurde Schmogro nach Großräschen eingemeindet und in Großräschen Ost umbenannt. Am 25. Juli 1952 kam das Dorf in den Kreis Senftenberg im Bezirk Cottbus. Nach der Wende lag Großräschen Ost zunächst im Landkreis Senftenberg, wo sich Großräschen mit seinen Stadtteilen am 21. Juli 1992 dem Amt Großräschen anschloss. Durch die Kreisreform im Dezember 1993 kam Großräschen Ost zum Landkreis Oberspreewald-Lausitz.

## Einwohnerentwicklung
| 1875 | 181 | 1910 | 449 | 1933 | 643 |
| 1890 | 269 | 1925 | 405 | 1939 | 727 |